# Vlaštica
Vlaštica är en bergstopp i Bosnien och Hercegovina.   Den ligger i entiteten Federationen Bosnien och Hercegovina, i den södra delen av landet, 130 km söder om huvudstaden Sarajevo. Toppen på Vlaštica är 909 meter över havet, eller 553 meter över den omgivande terrängen. Bredden vid basen är 5,6 km.
Terrängen runt Vlaštica är huvudsakligen lite kuperad. Närmaste större samhälle är Trebinje, 13,6 km öster om Vlaštica. 
Omgivningarna runt Vlaštica är en mosaik av jordbruksmark och naturlig växtlighet. Runt Vlaštica är det ganska tätbefolkat, med 83 invånare per kvadratkilometer.